# Cooper T81
Cooper T81, in njegova izboljšana različica T81B, je Cooperjev dirkalnik Formule 1, ki je bil v uporabi med sezonama 1966 in 1968, ko so z njim dirkali Chris Amon, Jo Bonnier, Richie Ginther, Jochen Rindt, Pedro Rodríguez, Jo Siffert in  John Surtees. V tem času je dirkalnik nastopil na 21-ih dirkah ter zabeležil dve zmagi, en najboljši štartni položaj in dva najhitrejša kroga. John Surtees je dosegel prvo zmago dirkalnika na zadnji dirki sezone 1966 za Veliko nagrado Mehike. Pedro Rodríguez pa je dosegel drugo in zadnjo zmago z T81 na prvi dirki sezone 1967 za Veliko nagrado Južne Afrike.